# Філамон
ФІЛАМО́Н (грец. Philammon) — син Аполлона й Хіони, фракійський музикант та співець, батько Таміріса від німфи Аргіопи (варіант: музи Ерато або Мельпомени), дід Орфея. За переказом, організував хор дівчат, які оспівували народження Артеміди й Аполлона.